# Michel Dupuch
Pour les articles homonymes, voir Dupuch.
 (février 2024).
Si vous disposez d'ouvrages ou d'articles de référence ou si vous connaissez des sites web de qualité traitant du thème abordé ici, merci de compléter l'article en donnant les références utiles à sa vérifiabilité et en les liant à la section « Notes et références ».
Michel Dupuch, né le 1er septembre 1931 à Biarritz et mort le 19 juin 2024 à Bayonne, est un ancien ambassadeur de France en Côte d’Ivoire de 1979 à 1993 puis conseiller pour les Affaires africaines du président Jacques Chirac  de 1995 à 2002.

## Biographie
Après sa scolarité à l’École nationale de la France d'outre-mer, il commence sa carrière à Grenoble pour organiser les Jeux olympiques de 1968 avant d’être appelé en tant que haut fonctionnaire auprès du général de Gaulle à l’Élysée en 1964 comme conseiller technique chargé de la réforme administrative.  
Après le départ du général de Gaulle en 1969, il dirige les cabinets de plusieurs ministres (premier ministre Pierre Mesmer et ministres de la Défense dont Yvon Bourges ) sous les présidences de Georges Pompidou et Valéry Giscard d'Estaing. Il devient en 1977 conseiller spécial auprès du premier ministre Raymond Barre chargé des élections législatives notamment, puis il est nommé fin 1978 plus jeune ambassadeur de France (47 ans) à Abidjan en Côte d’Ivoire, où il reste jusqu'à la disparition du président Félix Houphouët-Boigny à la fin de l'année 1993.
Il participe ensuite en tant que conseiller des Affaires africaines du président Jacques Chirac à l’Élysée entre 1995 et 2002, à la refonte de la politique africaine de la France voulue par ce dernier, et préconisée et mise en œuvre par ses soins. 
Il fait valoir ses droits à la retraite à 72 ans et quitte ses fonctions à l’Élysée en juillet 2002 malgré le souhait du président Chirac de le maintenir à ses côtés et ce, après avoir servi l’État français durant 48 ans.
Il est conseiller d'État honoraire, et notamment commandeur de la Légion d'honneur.
Michel Dupuch meurt le 19 juin 2024 à l'âge de 92 ans.

## Décoration
- Commandeur de la Légion d'honneur par décret du 12 juillet 2002
  - Officier du 6 mars 1993